# Samuel Baud-Bovy
Samuel Baud-Bovy (* 27. November 1906 in Genf; † 2. November 1986 ebenda) war ein Schweizer Musiker, als Spezialist für griechische Kirchen- und Volksmusik auch Ethnomusikologe sowie Neogräzist und Politiker. Unter anderem war er von 1943 bis 1947 Gemeinderat der Stadt Genf.

## Leben

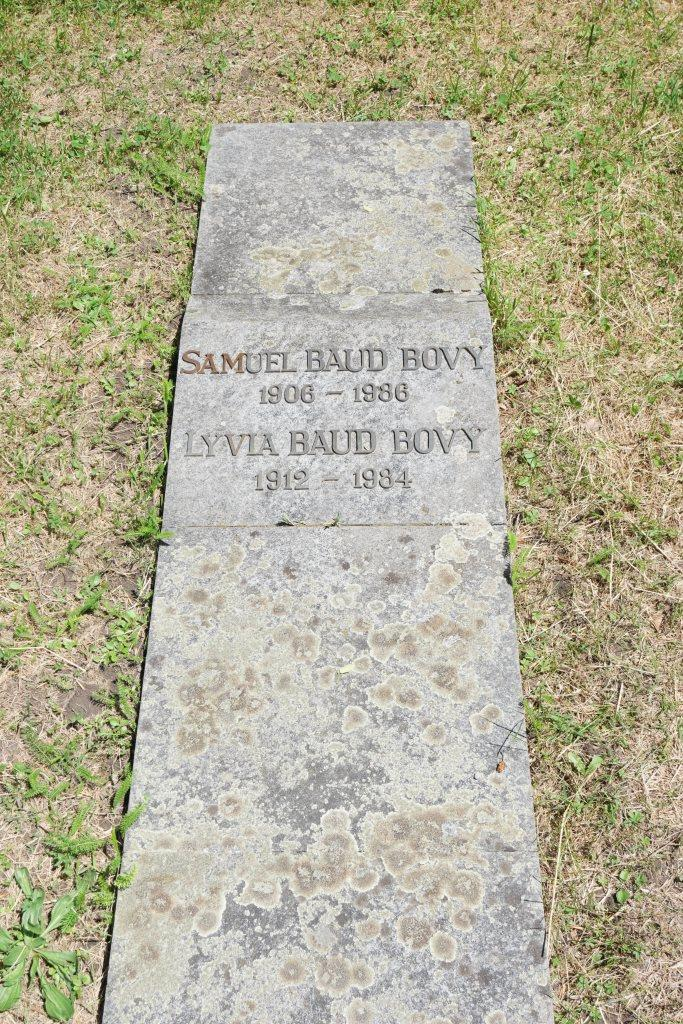
Grab auf dem Ancien Cimetière de Plainpalais in Genf

Baud-Bovy wurde 1906 als Sohn des Malers und Schriftstellers Daniel Baud-Bovy und Enkel des Malers Auguste Baud-Bovy  in Genf geboren. Er studierte zunächst Geisteswissenschaften (lettres classiques) in Genf und Paris (dort besuchte er auch Veranstaltungen des Neogräzisten Hubert Pernot) sowie Violine bei Fernand Closset am Conservatoire de musique de Genève. Ausserdem erhielt er privaten Kompositionsunterricht bei Charles Chaix. 1926/27 studierte er Dirigieren bei Rudolf Nilius und Musikgeschichte bei Guido Adler in Wien. Weitere Auslandsstudien in Komposition führten ihn 1928/29 zu Paul Dukas und in Musikwissenschaften zu André Pirro nach Paris. In Basel wurde er von Felix Weingartner und in Genf von Hermann Scherchen im Dirigieren unterrichtet. Von 1929 bis 1931 studierte er Kirchen- und Volksmusik in Griechenland (im Dodekanes), erneut 1954 (in Kreta). Die Promotion erfolgte 1936 mit einer Dissertation zum griechischen Volkslied.
Am Genfer Konservatorium war er von 1933 bis 1935 als Orchesterlehrer und von 1942 bis 1973 als Dirigent tätig. Er brachte Werke von u. a. Henri Gagnebin, Frank Martin und Constantin Regamey zur Uraufführung. Nachdem er ab 1947 stellvertretender Leiter war, wirkte er von 1957 bis 1970 als Leiter des Genfer Konservatoriums. Von 1931 bis 1958 war er Lehrer für Neugriechisch an der Universität Genf, 1958 erhielt er eine Honorarprofessur.
Überdies war er von 1938 bis 1977 Direktor der Société de Chant Sacré. Von 1955 bis 1960 war er Präsident des Schweizerischen Tonkünstlervereins und der Schweizer Sektion der Internationalen Gesellschaft für Neue Musik IGNM/ISCM. Von 1961 bis 1963 war er Präsident der International Society for Music Education. 1977 wurde er in das Leitungsgremium des International Council for Traditional Music gewählt.
Baud-Bovy war mit Lyvia Angst, Tochter des Bildhauers Carl Albert Angst verheiratet.

## Auszeichnungen
- 1975: Prix de la Ville de Genève
- 1977: Ehrendoktorat der Aristoteles-Universität Thessaloniki

## Schriften
- La chanson populaire grecque du Dodécanèse. Paris 1936
- Études sur la chanson cleftique. Athen 1958
- Essai sur la chanson populaire grecque. Athen 1983. 
  - Griechische Übersetzung: Δοκίμιο για το Ελληνικό τραγούδι. Ναύπλιο: Πελοποννησιακό Λαογραφικό Ίδρυμα 1984, und: Δοκίμιο για το Ελληνικό τραγούδι. Μεταγραφή των μουσικών παραδειγμάτων που περιλαμβάνουν οι κασέτες. Ναύπλιο: Πελοποννησιακό Λαογραφικό Ίδρυμα 1984.